# Николай Антонов (писател)
Вижте пояснителната страница за други личности с името Николай Антонов.
Николай Йорданов Антонов е български писател, преводач и литературен критик. Работи във вестник „Труд“, Българската кинематография, СБП. Главен редактор е на издателство „Народна култура“. Член е на БКП, на СБП. Публикува стихове, разкази, повести, пътеписи, преводи, теория, критика, произведения за деца. Превежда поезия от руски и гръцки език.

## Биография
Николай Антонов е роден на 23 май 1926 година в село Емен, Търновско, в семейство на служещ. Завършва средно образование в Шумен и медицина в София (1950). Шест години служи в армията. След уволнението си става лекар на кораб за далечно плаване – посещава около 80 страни в света и участва в първото околосветско плаване на българския кораб „Раковски“ (1963 – 1964). Умира в София.